# Лонсајд (Њу Џерзи)
Лонсајд (енгл. Lawnside) град је у америчкој савезној држави Њу Џерзи.

## Демографија
По попису из 2010. године број становника је 2.945, што је 253 (9,4%) становника више него 2000. године.
| Група             | 2000.         | 2010.         |
| Белци             | 31 (1,2%)     | 92 (3,1%)     |
| Афроамериканци    | 2.520 (93,6%) | 2.616 (88,8%) |
| Азијати           | 14 (0,5%)     | 42 (1,4%)     |
| Хиспаноамериканци | 64 (2,4%)     | 129 (4,4%)    |
| Укупно            | 2.692         | 2.945         |